# Reginald Johnston

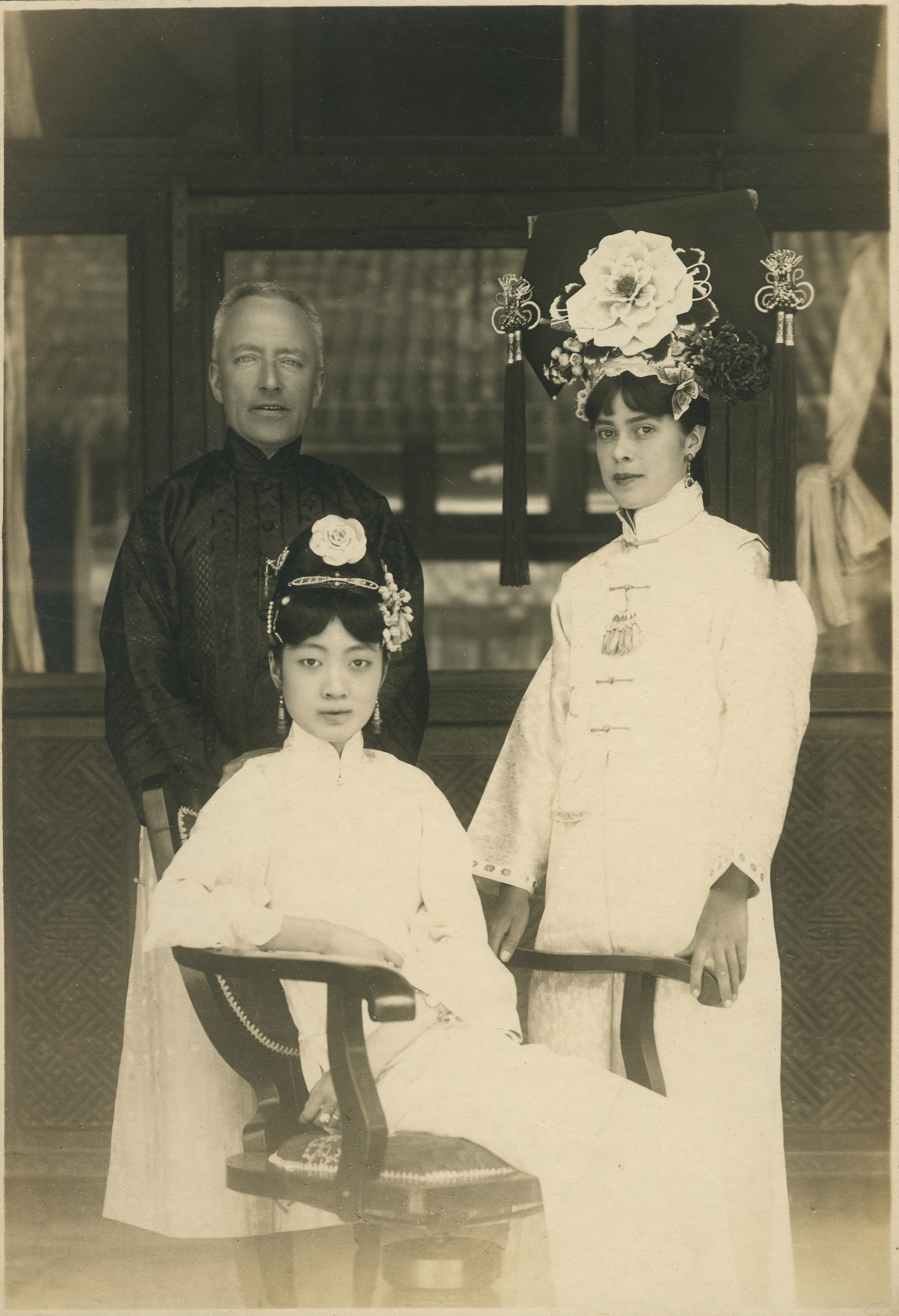
Reginald Johnston z cesarzową Wan Rong i jej nauczycielką Isabel Ingram

Reginald Fleming Johnston (ur. 13 października 1874 w Edynburgu, zm. 6 marca 1938 tamże) – brytyjski uczony, dyplomata i nauczyciel ostatniego cesarza Chin Puyi.
Ukończył studia na Uniwersytecie w Edynburgu, a także na Uniwersytecie w Oksfordzie. Od 1898 roku pracował jako urzędnik kolonialny w Hongkongu, a od 1906 był pełnomocnikiem rządu brytyjskiego w koncesji Weihaiwei; w tym czasie zwiedził Chiny i poznał dogłębnie ich historię, kulturę oraz język.
Od 1919 roku przebywał w Zakazanym Mieście jako nauczyciel cesarza Puyi. Oficjalnie przedstawiono go cesarzowi w 4 marca 1919 roku. Johnston szybko zdobył sobie zaufanie młodego cesarza i pośrednio inicjował przeprowadzane przez niego reformy w Zakazanym Mieście. Jak sam Puyi wspominał po latach, jedna uwaga Johnstona wystarczyła, aby on, a za nim prawie cały dwór, obciął warkocz. Pobyt z nauczycielem doprowadził do „europeizacji” cesarza, który m.in. założył w pałacu telefon i zaczął nosić okulary. Johnston otrzymał tytuł mandaryna najwyższej rangi.
Johnston przebywał w Zakazanym Mieście aż do wypędzenia Puyi i jego dworu 5 listopada 1924 roku. Od 1927 był komisarzem Weihaiwei, a po jego zwrocie Chinom 1 października 1930 roku powrócił do Wielkiej Brytanii. Od 1931 był profesorem języka chińskiego na Uniwersytecie Londyńskim.
Lata spędzone na dworze Puyi opisał w wydanej w 1934 roku książce Twilight in the Forbidden City (Zmierzch w Zakazanym Mieście). Z samym cesarzem zerwał kontakt po jego kolaboracji z Japończykami i utworzeniu Mandżukuo; pośrednio wpłynęło to na dosyć krytyczną ocenę tej postaci w książce.

## W kulturze
Postać Reginalda Johnstona pojawiła się w filmie Ostatni cesarz, którego głównym bohaterem jest cesarz Puyi. W rolę tę wcielił się Peter O’Toole.